# Oyama Ikuo

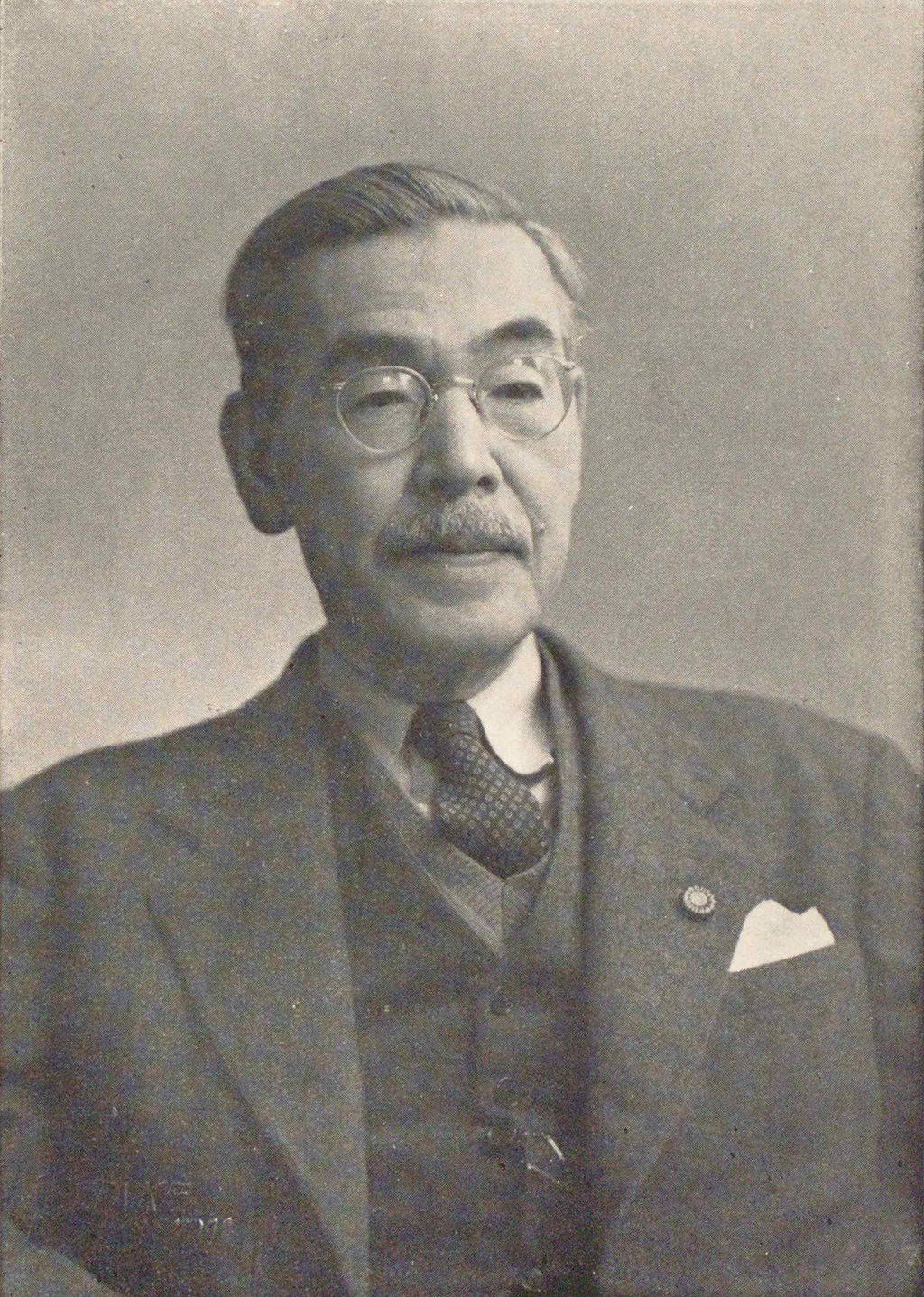
Portret

Oyama Ikuo (大山 郁夫, Ōyama Ikuo; Wakasano, 20 oktober 1880 – Tokio, 30 november 1955) was een Japanse wetenschapper en progressief politicus. Hij won in 1951 de door de Sovjet-Unie uitgeloofde  Stalinprijs voor de Versterking van Vrede tussen de Volkeren.

## Loopbaan
Na zijn afstuderen aan de Universiteit van Waseda in 1905 ging Oyama Ikuo politieke wetenschappen doceren. Hij werd in 1915 hoogleraar. In de jaren 1910-1914 bezocht hij de universiteiten van Chicago en München. Sinds 1917 schreef Prof. Dr. Oyama Ikuo geregeld pacifistische artikelen in de krant "Asahi Shimbun". Daarmee keerde hij zich tegen de steeds agressievere Japanse politiek waarin de macht van grote bedrijven en van de strijdkrachten steeds meer toenam. Deze lobby voor een grote Japanse invloedssfeer in Azië en voor oorlog voeren om de grondstoffen die het indertijd arme Japan ontbeerde te veroveren won na de Eerste Wereldoorlog voortdurend aan kracht. In 1921 keerde hij terug naar het onderwijs waar hij tot zijn pensionering in 1927 in Shinjuku doceerde.
In zijn artikel "De vrijheid van wetenschappelijk onderzoek en de vrijheid van publicatie" (1920) merkte Oyama Ikuo op dat het algemene doel van de wetenschappers is om de waarheid te zoeken en te vinden, daarom moet de vrijheid van wetenschappelijk onderzoek worden gewaarborgd.
Oyama Ikuo nam het initiatief voor de oprichting van een internationale studentenvereniging met vestigingen in bijna 50 landen. In Japan werd deze vereniging in 1924 verboden.
Oyama Ikuo was lid van de progressieve Boeren en Arbeiderspartij, een politieke partij die het algemeen kiesrecht, een minimumloon en gelijke rechten van vrouwen voorstond. Tussen 1926 en 1928 was hij voorzitter. Deze partij werd in 1928 verboden. Daarop werd de "Nieuwe Boeren en Arbeiderspartij" opgericht waarvoor Oyama Ikuo tussen 1930 en 1932 lid van het Hogerhuis van het Japanse parlement was.
Zijn collega en partijgenoot Senji Yamamoto werd in februari 1929, nadat hij getuigenissen betreffende martelingen van gevangenen in de Diet (het Japanse Lagerhuis) had gepresenteerd, vermoord. Dat was voor Oyama reden om Japan in 1933 te ontvluchten en naar de Verenigde Staten te reizen. Hij kreeg een baan in de bibliotheek en bij de afdeling politieke wetenschappen van de Northwestern University. Op Hawai heeft Oyama Ikuo een krant, de Honolulu Record gesticht.
Toen Oyama in 1947, twee jaar na de Japanse overgave, terugkeerde naar zijn land, vertelde hij op een te zijner ere gehouden banket in Honolulu dat de Amerikaanse regering hem had gevraagd om in Japan als een soort vertegenwoordiger voor de VS op te treden. Hij zei dat hij had geweigerd. Hij schudde na de oorlog de handen met de communistische leider Tsjoe En-Lai die in de Tweede Chinees-Japanse Oorlog tegen Japan had gevochten.

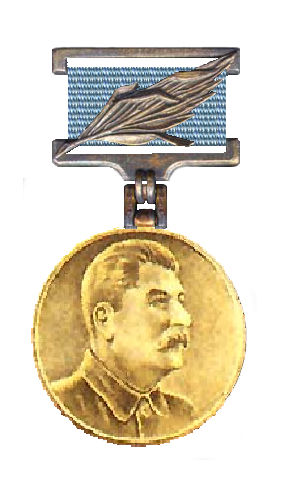
Medaille van de Stalin Vredesprijs

In het begin van de jaren 50 was Oyama Ikuo voorzitter van het Japanse Vredescomité. Japan had vreselijk geleden onder militarisme, een Japanse versie van het fascisme en een serie oorlogen waarin honderdduizenden Japanners waren omgekomen. De twee atoombommen die boven Japanse steden waren ontploft hadden veel Japanners bewust gemaakt van de gevaren van een wapenwedloop tussen de grootmachten. Oyama Ikuo was ook lid van het bureau van de Wereldvredesraad, een communistische mantelorganisatie.
Zijn collega's smeekten hem de hem toegekende Stalin Vredesprijs niet te accepteren. Zij waarschuwden hem dat hij daarmee een instrument van de Sovjetregering zou worden. Toen Oyama Ikuo de prijs tóch aannam verbraken sommige van zijn oudste vrienden het contact.
De in 1950 opnieuw in het Japanse lagerhuis, de Diet, gekozen Ikuo stierf tijdens zijn ambtsperiode.